# Yli-Hukkanen
Yli-Hukkanen är en sjö i Finland. Den ligger i kommunen Suomussalmi i landskapet Kajanaland, i den centrala delen av landet, 600 km norr om huvudstaden Helsingfors. Yli-Hukkanen ligger 248 meter över havet. Arean är 46,6 hektar och strandlinjen är 5,11 kilometer lång. Sjön  ingår i Ijo älvs huvudavrinningsområde. 